# Danilo Mattei
Danilo Mattei, pseudonimo di Danilo Mezzetti (Roma, ...), è un attore italiano, attivo maggiormente dalla seconda metà degli anni settanta fino alla seconda metà degli anni ottanta.

## Biografia

Danilo Mattei in un fotogramma del film Cannibal Ferox (1981)

Danilo Mattei esordisce al cinema nel 1977 nel film Anima persa interpretando il ruolo di Tino, il timido nipote dell'ambiguo zio Fabio interpretato da Vittorio Gassman.
Quel primo ruolo da co-protagonista getta le basi che alimenta la carriera di Danilo Mattei, infatti lo stesso anno, l'attore riconferma ancora una volta la propria indole recitativa nel film In nome del Papa Re diretto da Luigi Magni, interpretando il ruolo di Cesare Costa, un giovane rivoluzionario della Roma ottocentesca e figlio illegittimo di un alto prelato interpretato da Nino Manfredi che durante lo svolgimento della pellicola tenterà di salvarlo dalla decapitazione in quanto ritenuto, all'epoca un fuorilegge.
Dopo l'iniziale partenza promettente, fin dalla prima metà degli anni ottanta la carriera di Danilo Mattei comincia ad appannarsi; inizialmente si cimenta in diversi ruoli e in generi differenti, ma non riesce più a prendere parte ad alcuna pellicola di prestigio. 
Dalla seconda metà degli anni ottanta dirada fortemente gli impegni cinematografici; oltre che alla possibile mancanza di ingaggi successivi, probabilmente, ciò è dovuto anche al fatto che l'attore rimase coinvolto in alcune faccende giudiziarie che lo videro indagato.

## Filmografia

### Cinema
- Anima persa, regia di Dino Risi (1976)
- In nome del Papa Re, regia di Luigi Magni (1977)
- La via del silenzio, regia di Franco Brocani (1980)
- La patria del rata, regia di Francisco Lara Polop (1980)
- Cannibal Ferox, regia di Umberto Lenzi (1981)
- Storia di donne, regia di Benoît Jacquot (1981)
- Il falco e la colomba, regia di Fabrizio Lori (1981)
- Miracoloni, regia di Francesco Massaro (1981)
- L'inceneritore, regia di Pier Francesco Boscaro dagli Ambrosi (1982)
- La guerra del ferro - Ironmaster, regia di Umberto Lenzi (1983)
- I briganti, regia di Giacinto Bonacquisti (1983)
- Vai alla grande, regia di Salvatore Samperi (1983)
- Un'età da sballo, regia di Angelo Pannacciò (1983)
- Meglio baciare un cobra, regia di Massimo Pirri (1986)
- Il caso Moro, regia di Giuseppe Ferrara (1986)
- Il siciliano, regia di Michael Cimino (1987)
- Il mio West, regia di Giovanni Veronesi (1998)
- Manuale d'amore 3, regia di Giovanni Veronesi (2011)

### Televisione
- Illa: Punto d'osservazione, regia di Daniele D'Anza – miniserie TV (1981)
- I racconti del maresciallo, regia di Giovanni Soldati – miniserie TV (1984)

## Doppiatori italiani
- Massimo Giuliani in Anima persa, In nome del Papa Re
- Michele Gammino in Cannibal Ferox